# Barbara Payton
Barbara Payton (Cloquet, Minnesota; 16 de noviembre de 1927 - San Diego, California; 8 de mayo de 1967) fue una actriz cinematográfica estadounidense, más conocida por su lucha con el alcoholismo y las adicciones y su turbulenta vida personal.

## Biografía
Su verdadero nombre era Barbara Lee Redfield. Nació en Cloquet, Minnesota, una de los seis hijos en una familia de inmigrantes noruegos, dueños de un restaurante y heladería y se crio en Odessa, Texas a donde se mudó el matrimonio para abrir un negocio de cabañas de alquiler para turistas. En 1945, con diecisiete años, viajó a Hollywood a la busca de una carrera en el mundo del cine, trabajando como modelo fotográfica y de pasarela, antes de finalmente conseguir un contrato con Universal Studios en enero de 1949, y empezando a actuar en pequeños papeles. Se le permitió hacer una prueba de pantalla para la nueva obra de John Huston para MGM The Asphalt Jungle; el papel de la sensual amante de un abogado relacionado con los bajos fondos fue para otra aspirante, Marilyn Monroe.  Tras ser descubierta por James Cagney y su hermano productor William, Payton protagonizó el film de Cagney Kiss Tomorrow Goodbye en 1950. Tras ello firmó contrato con la productora de Cagney. 
Entre 1955 y 1963, tuvo diversos problemas con la ley – cheques falsos, borracheras públicas, enfermedad mental, abuso de drogas y, finalmente, prostitución.
Además de sus numerosas aventuras amorosas (incluyendo a Howard Hughes, y los actores George Raft, John Ireland, Steve Cochran, Woody Strode, Bob Neal, Guy Madison y, supuestamente, James Cagney y Bob Hope), se casó en cuatro ocasiones:
1. William Hodge (boda en 1943, matrimonio anulado), su novio del instituto con el que se fugó para casarse en un acto de rebeldía adolescente. No se opuso a que sus padres anularan el matrimonio.
2. John Lee Payton, un piloto de la Fuerza Aérea (boda el 10-Feb-1945, divorciados en 1950, con un hijo, John Lee Payton Jr., nacido en 1947), tras el divorcio, obtuvo la custodia de su hijo en 1956 después de acusar a su exmujer de haber expuesto al niño a "lenguaje profano, conducta inmoral, notoriedad, actividades malsanas" y no haberle proporcionado una "educación moral".[4]
3. Franchot Tone, actor (boda en 1951, divorciados en 1952), mientras estaban comprometidos, Payton comenzó un romance con el actor de películas de serie B Tom Neal. Ambos hombres se amenazaron públicamente. El 14 de septiembre de 1951, Neal, un exboxeador universitario, atacó a Tone en el apartamento de Payton, dejándolo en coma dieciocho días, con conmoción cerebral, nariz rota y un pómulo destrozado. El incidente fue ampliamente seguido por la prensa y Payton decidió cumplir su compromiso con Tone, aun recuperándose de las heridas, contrayendo matrimonio el 28 de septiembre de 1951 en la ciudad natal de Payton.[5][6] Franchot Tone descubrió que ella continuaba su relación con Neal, y solicitó el divorcio en mayo de 1952.
4. George A. Provas (boda en 1957, divorcio en 1958), un ejecutivo de una tienda de muebles de veintitrés años, de Nogales, Arizona.

La relación adúltera entre Payton y Neal acabó virtualmente con sus carreras cinematográficas en Hollywood. Aprovecharon la notable cobertura de prensa realizando giras en obras teatrales como El cartero siempre llama dos veces, basada en la popular película homónima de 1946. También protagonizaron un western de serie B, La gran incursión de Jesse James, que tuvo un estreno limitado en 1953. Ese año, Payton rodó en Inglaterra dos películas de bajo presupuesto de Hammer Films: Four Sided Triangle y The Flanagan Boy. En mayo de 1953, Payton y Neal anunciaron que se casarían en verano en París, pero la pareja canceló el compromiso y se separó al año siguiente.
El alcoholismo y adicciones la destruyeron física y emocionalmente; tras esfuerzos fallidos para dejar el alcohol, y después de una hospitalización, en 1967 se trasladó a vivir con sus padres en San Diego (California), donde falleció el 8 de mayo de 1967 a los 39 años a causa de un fallo cardiaco y hepático. Payton fue incinerada y las cenizas enterradas en el Cypress View Mausoleum and Crematory de San Diego (California).

## Filmografía
- Silver Butte (1949)
- Once More, My Darling (sin aparecer en los créditos, 1949)
- Trapped (1949)
- The Pecos Pistol (1949)
- Kiss Tomorrow Goodbye (Corazón de hielo) (1950)
- Dallas (Dallas, ciudad fronteriza) (1950)
- Drums in the Deep South (1951)
- Only the Valiant (1951)
- Bride of the Gorilla (1951)
- Run for the Hills (1953)
- The Flanagan Boy (1953)
- Four Sided Triangle (1953)
- The Great Jesse James Raid (1953)
- Murder Is My Beat (1955)